# Кошмар (фильм, 1991)
«Кошмар» (англ. Nightmare, 1991) — американский художественный фильм Джона Паскуина.

## Сюжет
Маньяк-убийца попытался изнасиловать девочку, но ей удалось бежать. Суд отпустил преступника под залог, и он звонит матери девочки по телефону и угрожает ей убийством дочери. Мать решает сама защищать дочь.

## Художественные особенности
Экранизация произведения, автор которого — Марджори Дорнер.